# Ledviník
Ledviník (Nephrolepis) je rod kapradin a jediný rod čeledi ledviníkovité. Jsou to středně velké kapradiny s dlouhými, jednoduše zpeřenými listy, rostoucí na zemi, skalách nebo stromech. Rod zahrnuje asi 19 až 29 druhů. Je rozšířen v tropech celého světa s přesahy do subtropických oblastí. Nejvíce druhů se vyskytuje v tropické Americe a Asii. Ledviníky mají význam v domorodé medicíně. Ledviník vznešený patří mezi běžně pěstované pokojové rostliny. Pěstují se i některé další druhy.

## Popis
Ledviníky jsou středně velké kapradiny, rostoucí na zemi, skalách nebo jako epifyty na stromech. Oddenky jsou zpravidla krátké a svislé nebo krátce plazivé, řidčeji prodloužené, pokryté štítnatými šupinami. Někdy se na nich tvoří hlízky sloužící k vegetativnímu rozmnožování. Cévní svazky jsou typu diktyostélé, složené z více než 3 svazků uspořádaných do oblouku. Často se také tvoří tenké výběžky s protostélickou stavbou. Listy jsou jednoduše zpeřené, krátce až dlouze řapíkaté, na oddenku oddálené nebo nahloučené, s kopinatou až úzce eliptickou čepelí. Jednotlivé lístky jsou přisedlé, kopinaté nebo srpovité, obvykle s asymetrickou, na horní straně ouškatou bází, celokrajné nebo s vroubkovaným či 2× pilovitým okrajem až laločnaté, směrem ke konci čepele se pozvolna zmenšující. Žilky jsou jednoduché nebo vidličnatě větvené, volné, končící v hydatodách při okraji lístku. Hlavní vřeteno listu má na líci žlábek. Výtrusné kupky se tvoří na konci žilek na rubu listů, jsou okrouhlé, kryté okrouhle ledvinitými, vytrvalými ostěrami. U druhu Nephrolepis acutifolia se výtrusné kupky slévají v pás lemující okraj listu. Spory jsou monoletní, hnědavé, eliptického až kulovitého tvaru, na povrchu hrbolkaté až svraštělé. Prokel je zelený, lupenitý, srdčitého tvaru.

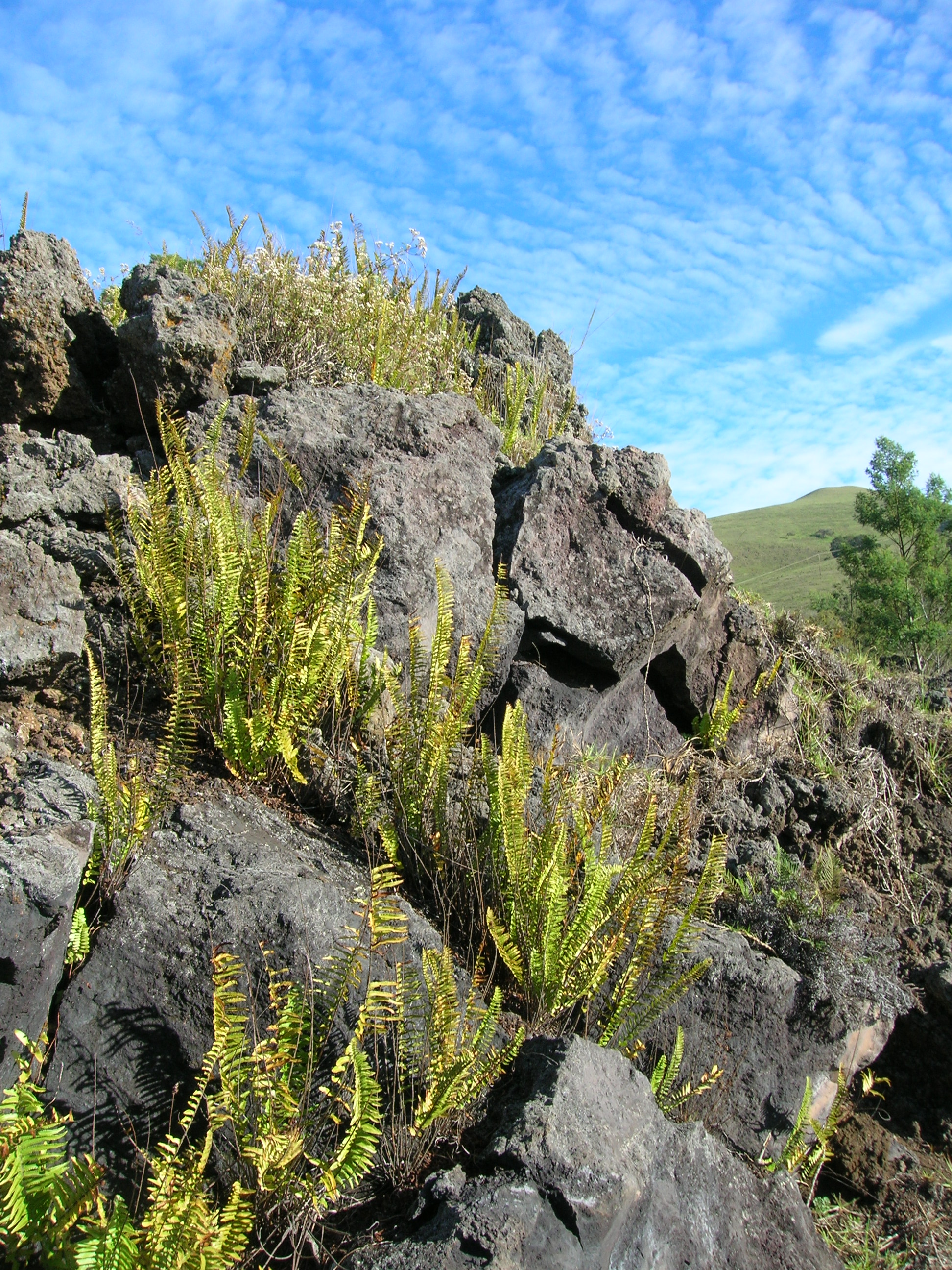
Ledviník na skalním stanovišti na Havaji
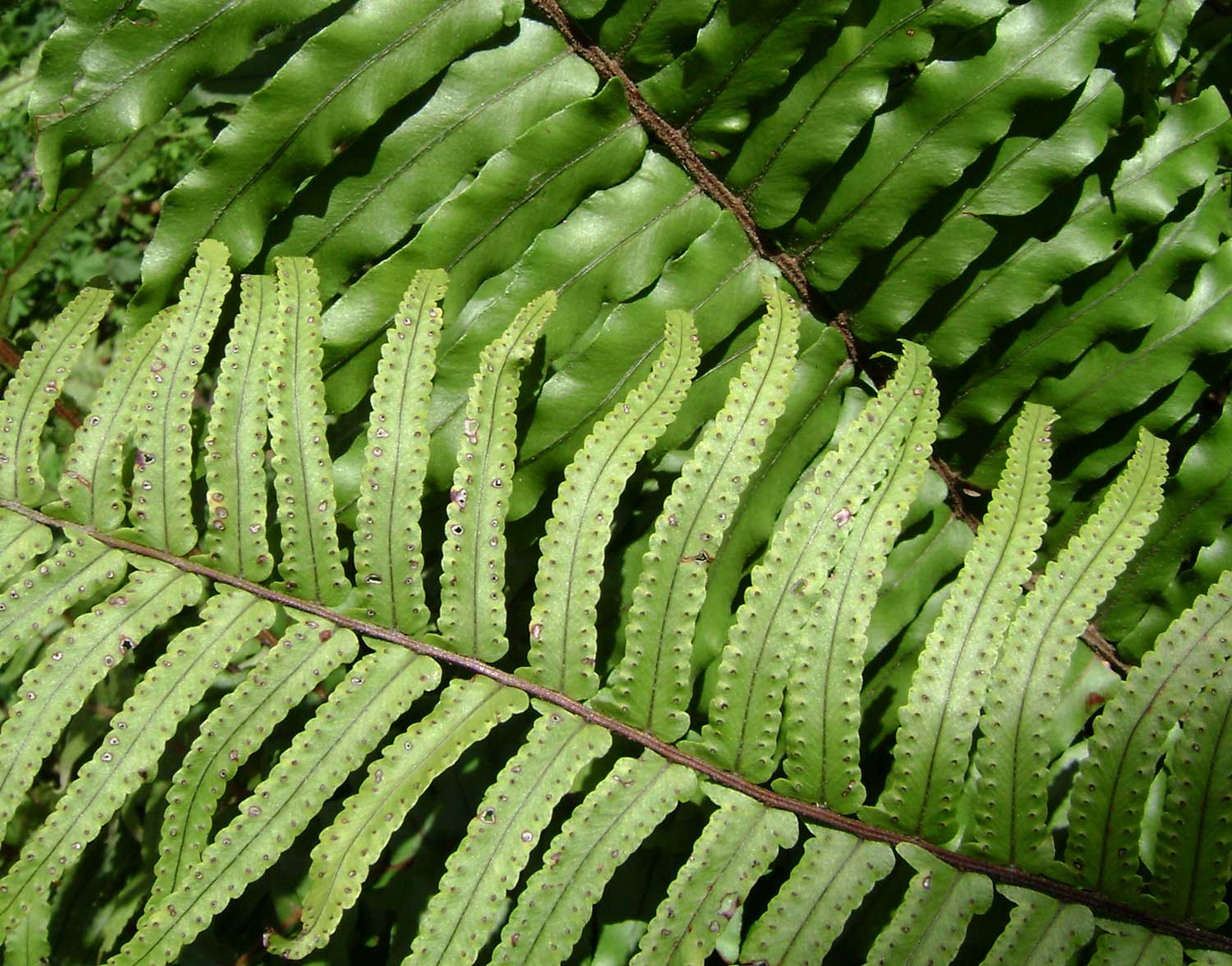
List Nephrolepis hirsutula
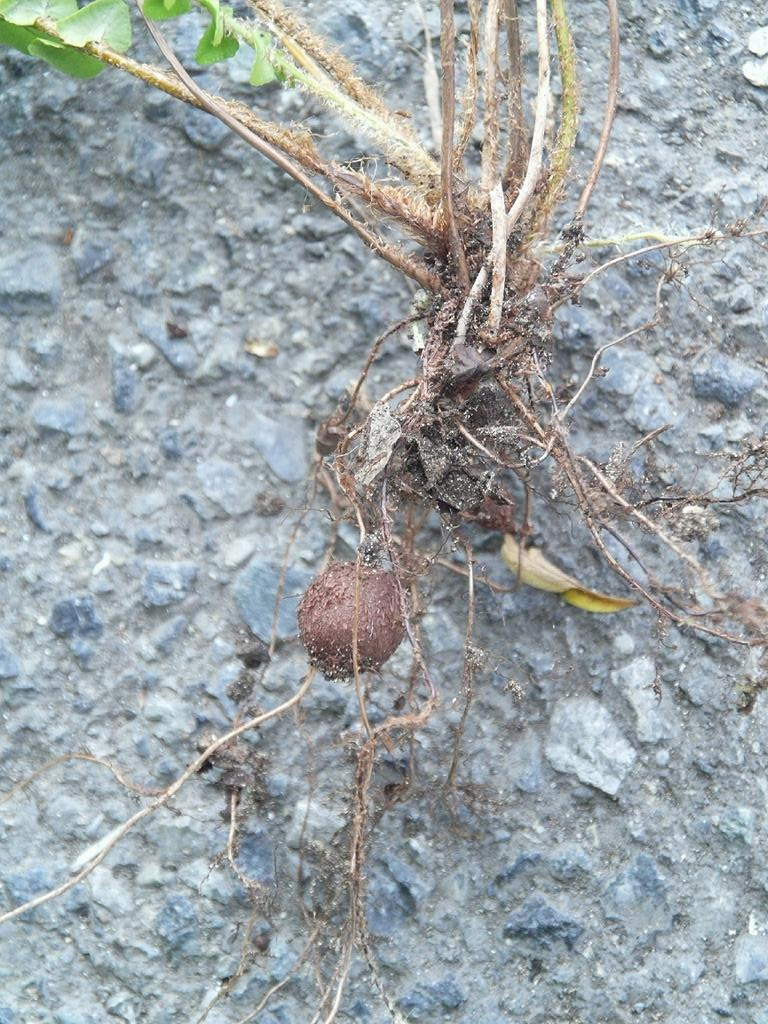
Nephrolepis cordifolia s podzemní hlízou
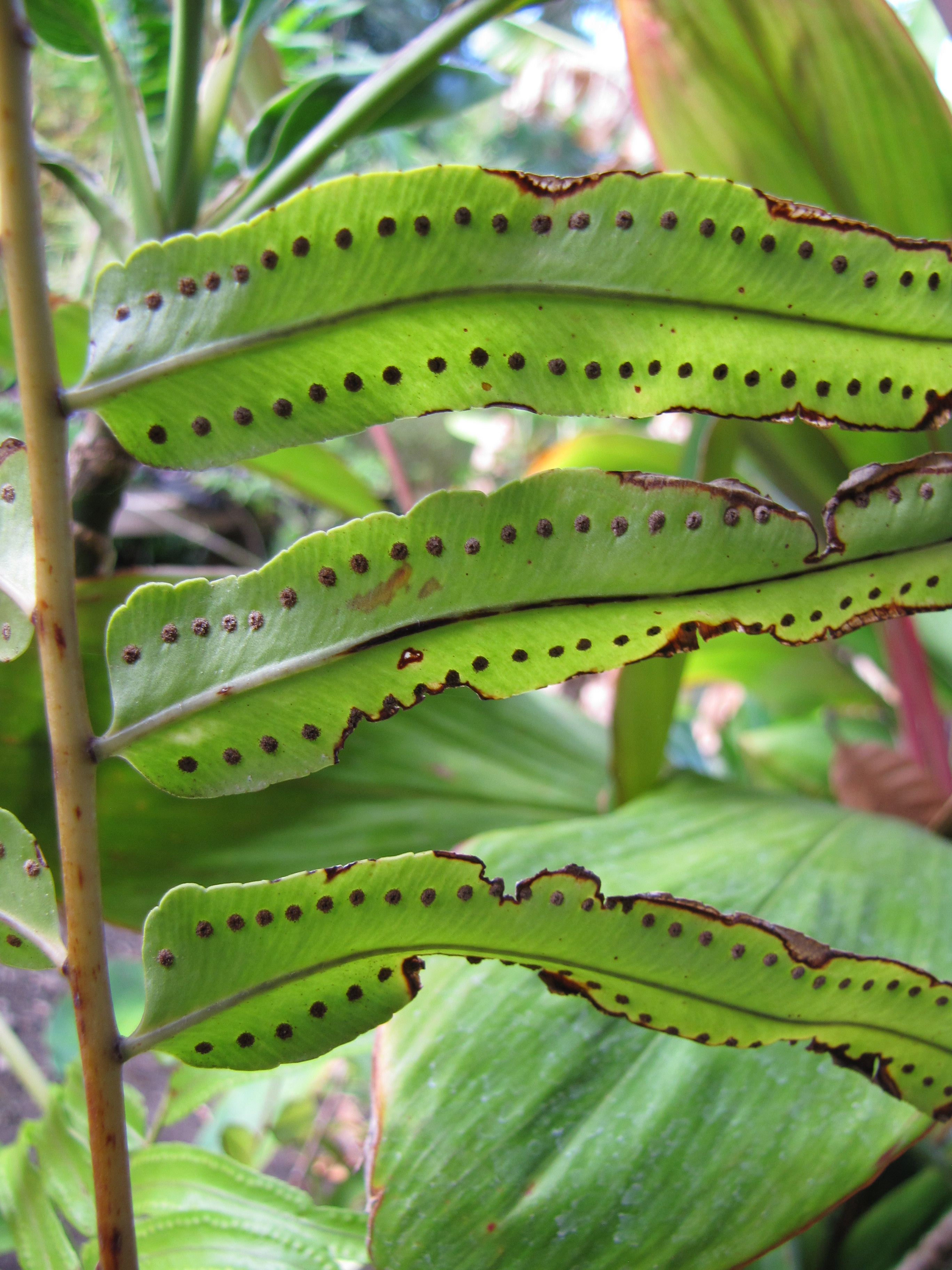
Výtrusné kupky na rubu listu Nephrolepis biserrata

## Rozšíření
Rod zahrnuje asi 19 až 29 druhů. Je rozšířen v tropech celého světa. Nejvíce druhů se vyskytuje v tropické Americe, Asii a Papuasii. Největší areál má Nephrolepis biserrata, který je rozšířen v tropech a subtropech celého světa.
Rovněž druh Nephrolepis undulata je rozšířen v tropech téměř celého světa s výjimkou Austrálie a některých částí tropické Asie. Některé druhy jsou naopak endemity relativně nevelkých území.
Nephrolepis cocosensis je endemit Kokosového ostrova a byl popsán až v roce 2017.
Druhy Nephrolepis biserrata, N. brownii a N. cordifolia zasahují i do Japonska.
Ledviníky rostou nejčastěji v křovinách nebo na skalách, případně na jiných otevřených, ale lehce přistíněných stanovištích obdobného charakteru. Některé druhy jsou pionýrské rostliny, osidlující čerstvé lávové proudy. Část druhů preferuje humózní stanoviště s kyselou půdou, jako jsou rašeliniště nebo kapsy na bázích řapíků palmových listů, v nichž se zachycuje humus. Některé druhy mohou růst jak pozemně, tak i epifyticky.

## Ekologické interakce
Ledviníky jsou v Asii, Austrálii i Americe živnými rostlinami housenek můr rodu Callopistria.

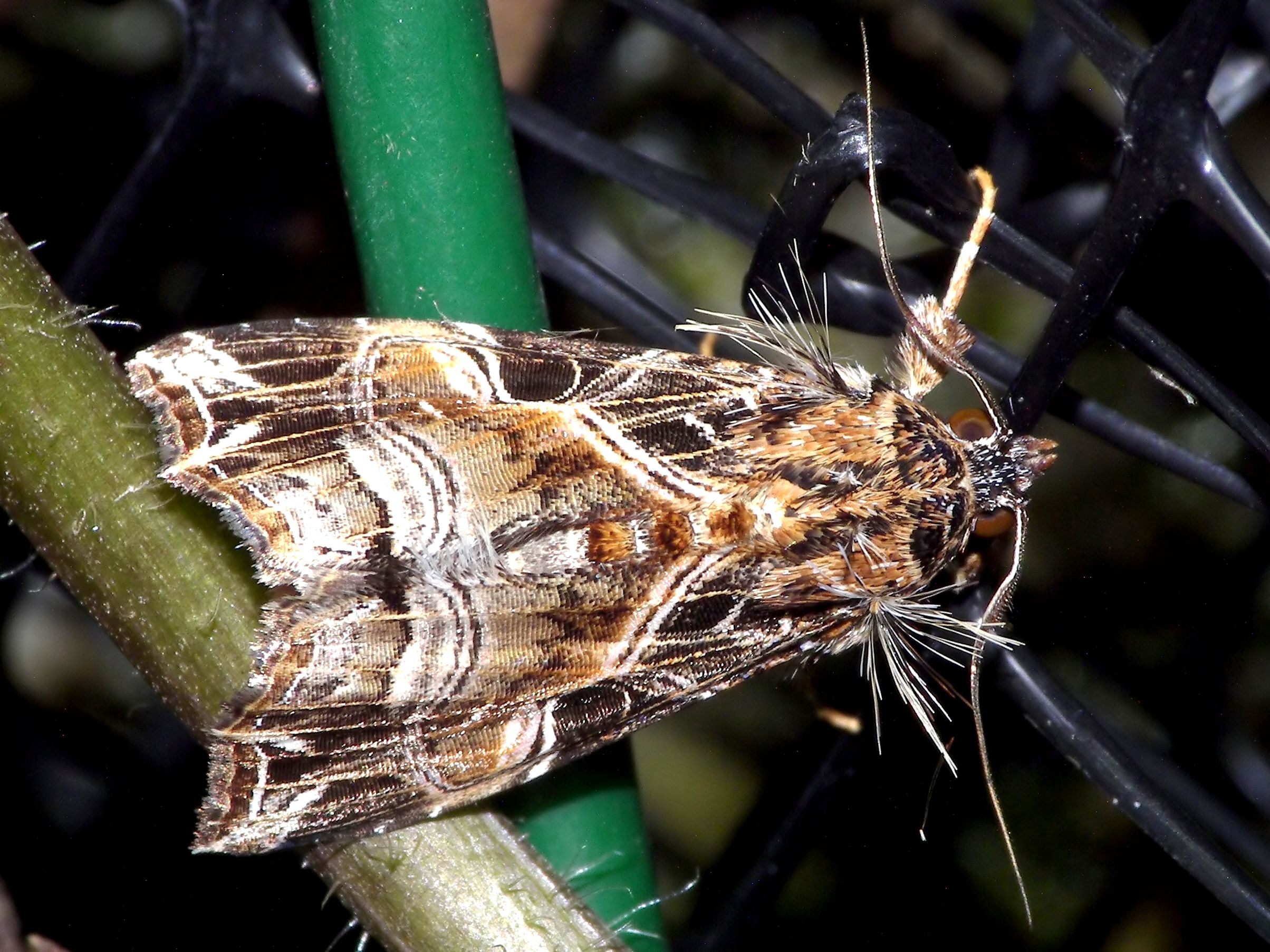
Můra Callopistria maillardi
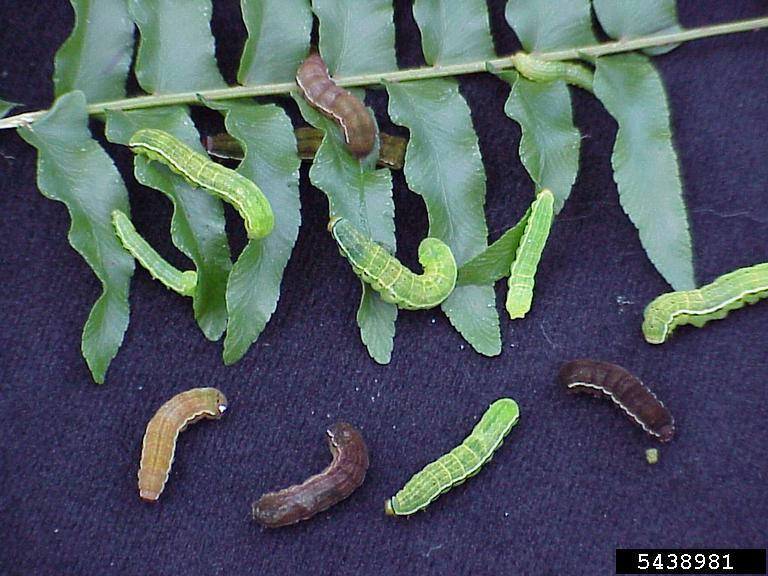
Housenky Callopistria floridensis na ledviníku

## Taxonomie
V minulosti byl rod Nephrolepis řazen do čeledi Davalliaceae, Oleandraceae, nebo společně s několika dalšími rody (Davallia, Oleandra, Arthropteris) do čeledi Nephrolepidaceae. Výsledky fylogenetických studií ukázaly, že takové uspořádání je nepřirozené a nejblíže příbuznou skupinou je čeleď Lomariopsidaceae. Protože je rod Nephrolepis od ostatních příbuzných rodů silně morfologicky odlišný, je v moderní taxonomii preferováno jeho zařazení do samostatné, monogenerické čeledi. Taxonomie části druhů je dosud nedostatečně prozkoumána a rod čeká na celkovou revizi.

## Zástupci
- ledviník ztepilý (Nephrolepis exaltata)[10]

## Význam

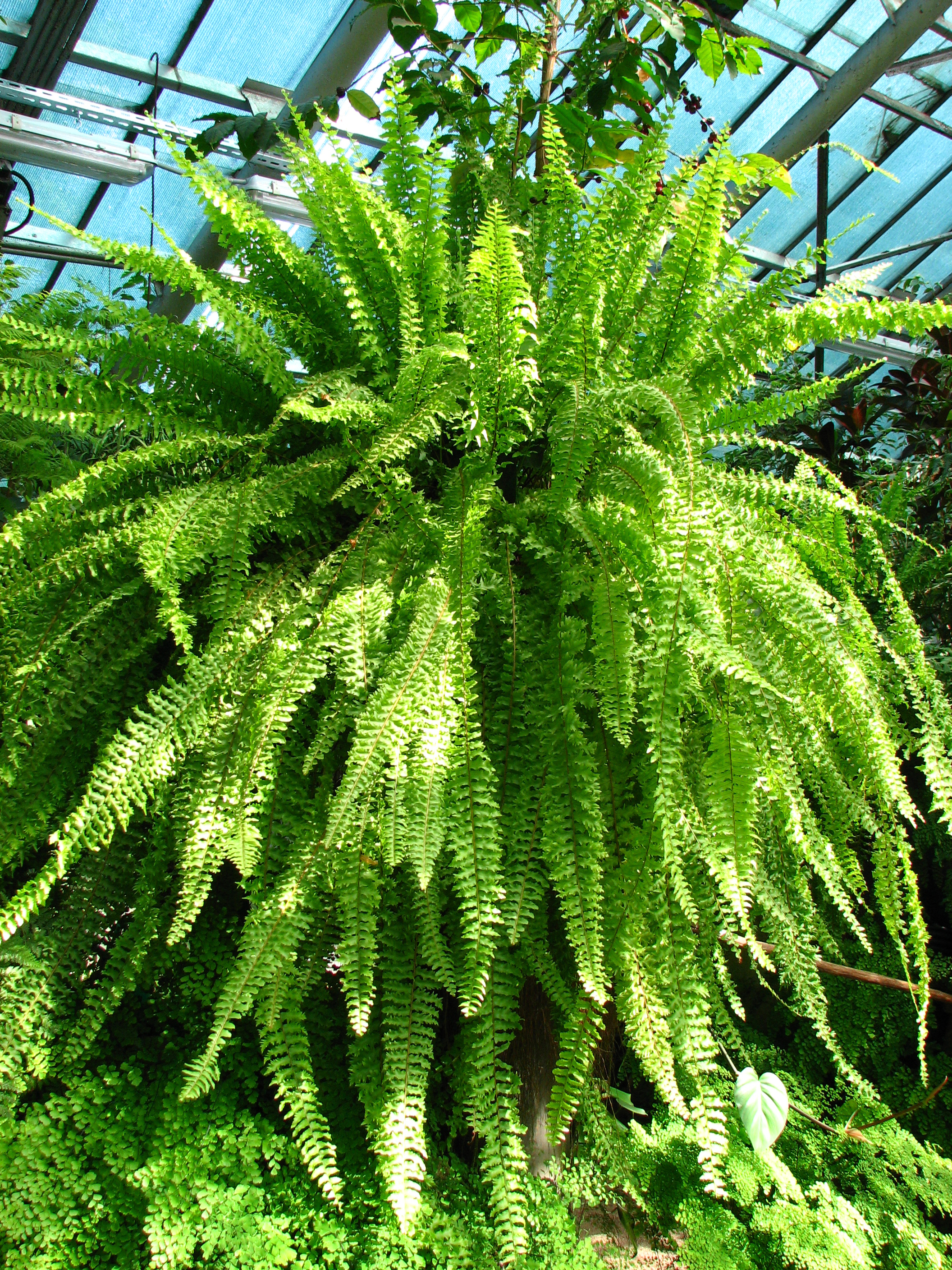
Mohutný exemplář ledviníku ztepilého ve skleníku botanické zahrady

Ledviníky náležejí mezi nejpopulárnější pokojové kapradiny. Pěstují se v široké škále různých kultivarů, z nichž většina byla vyšlechtěna z kultivaru ledviníku ztepilého 'Bostoniensis'. Řidčeji se pěstují druhy Nephrolepis cordifolia, Nephrolepis falcata, Nephrolepis biserrata a Nephrolepis pendula.
Podzemní hlízky Nephrolepis cordifolia (syn. N. auriculata) mají sladkou chuť a lze je konzumovat.
Některé druhy ledviníku mají význam v domorodé medicíně. Šťáva z kořenů a odvar z čerstvé nati Nephrolepis cordifolia se používá při kašli, nálev z listů při amnésii. Pasta z kořenů se aplikuje na svrab, při bolestech hlavy a krvi v moči. Ženy ji užívají v menstruační periodě k dosažení trvalé sterility. Hlízky mají antibakteriální účinek a používají se na různá ochoření trávicího traktu, ledvin a jater.
Mladé výhonky Nephrolepis biserrata se jedí jako tonikum a při rekonvalescenci po porodu. Kořeny se podávají při žloutence a odvar z listů při menstruačních potížích.
Šťáva ledviníku ztepilého má insekticidní účinky. Odvar z mladých výhonků Nephrolepis hirsutula se podává matkám k podpoře laktace.

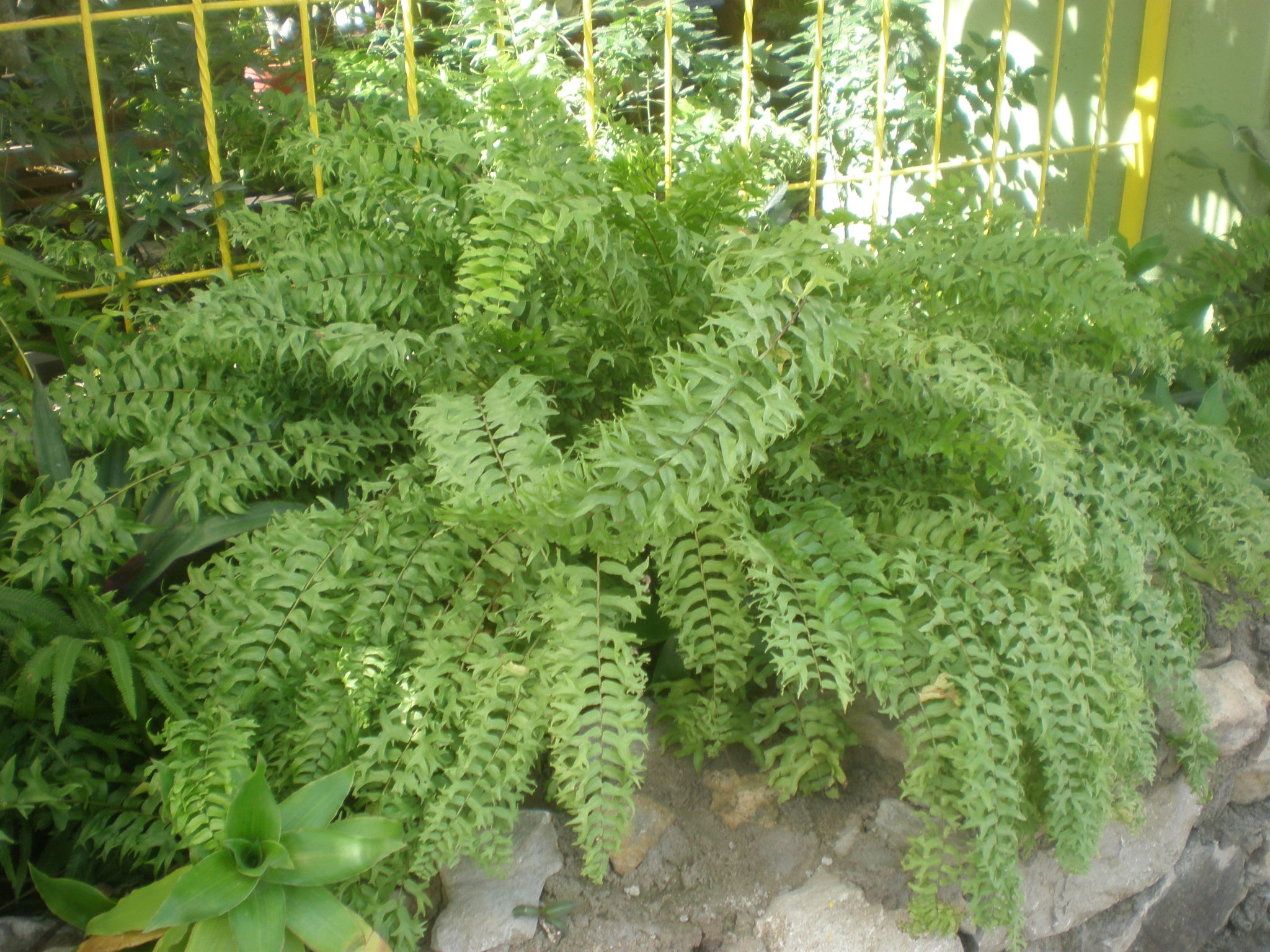
Okrasný kultivar Nephrolepis falcata
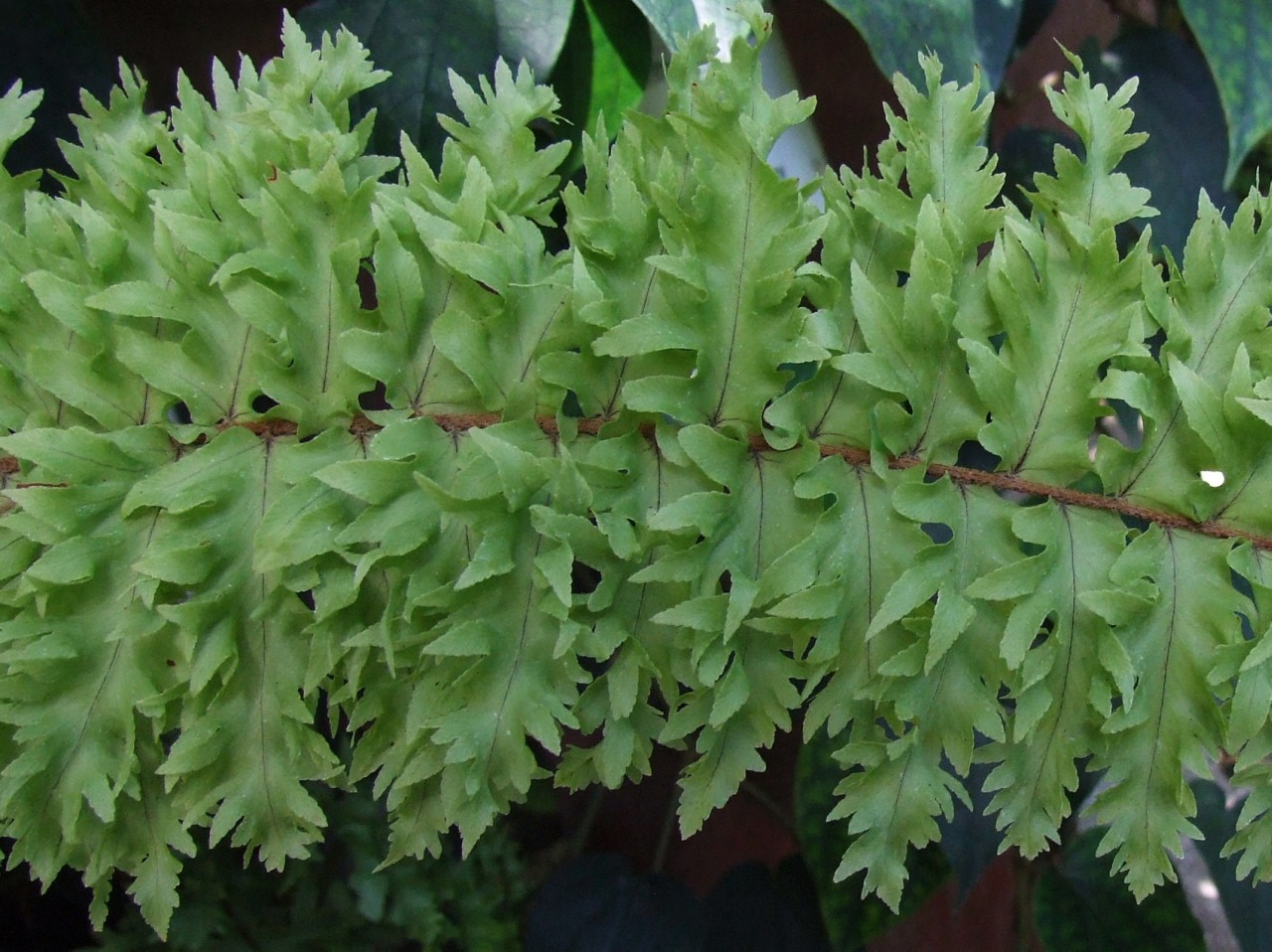
Ledviník ztepilý, kultivar 'Roosveltii'
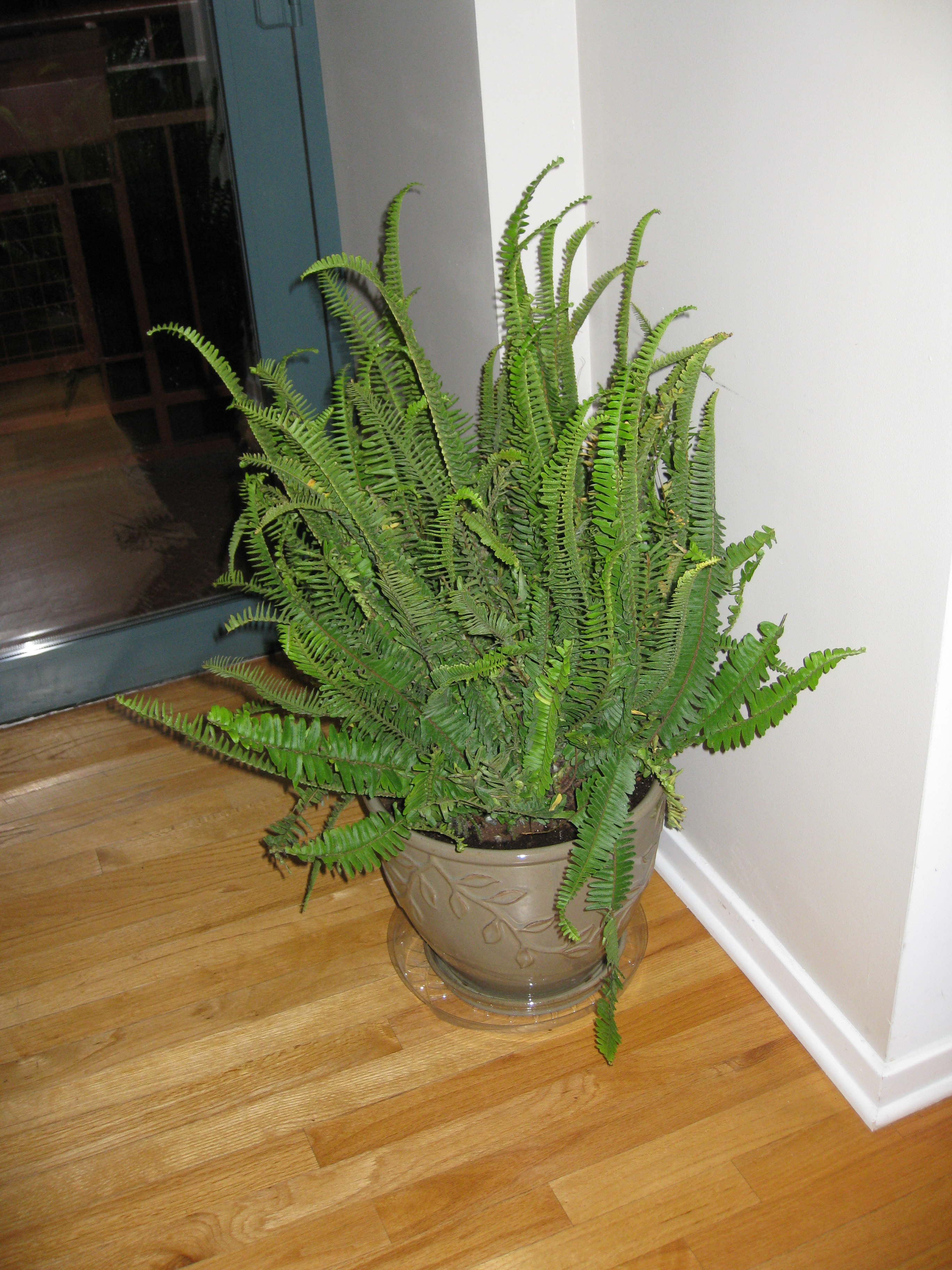
Nephrolepis obliterata